# Rondo (tidskrift)
Rondo var en svensk litterär tidskrift som utgavs åren 1961–1964.

## Historia
Rondo var från början tänkt som en studenttidskrift i Uppsala, men kom snart att bli ett betydande organ inom tidens unga litteratur. Från nr 2 1962 utgavs tidskriften av Albert Bonniers förlag. Redaktionsmedlemmar var Torsten Ekbom, Björn Håkanson, Leif Nylén och Torkel Rasmusson, och ansvarig utgivare var Siv Arb.
Bland de författare och litterära strömningar som publicerades och uppmärksammades i Rondo kan nämnas P.O. Enquist, Göran Sonnevi samt den konkreta poesin, bland annat genom Öyvind Fahlström och Bengt Emil Johnson. Även utländska författarskap presenterades; däribland Sylvia Plath, vars lyrik för första gången översattes till svenska i nr 3 1962.